# Badachu
Badachu (kinesiska: 八大处) eller Badachuparken (kinesiska: 八大处公园) är en park och ett tempelkomplex utanför Peking i Kina. Badachu ligger vid foten av Västra bergen, 19 km väster om centrala Peking i Shijingshandistriktet.
Namnet betyder 'Åtta fantastiska platser' och avser de åtta buddhistiska tempel som finns i parken.
Inlandsklimat råder i trakten. Årsmedeltemperaturen i trakten är 15 °C. Den varmaste månaden är juli, då medeltemperaturen är 29 °C, och den kallaste är januari, med −2 °C. Genomsnittlig årsnederbörd är 694 millimeter. Den regnigaste månaden är juli, med i genomsnitt 226 mm nederbörd, och den torraste är januari, med 2 mm nederbörd.